# Риудаветс, Жоан
Жоан Риудаветс Моль (кат. Joan Riudavets Moll; 15 декабря 1889 года — 5 марта 2004 года) — испанский долгожитель, на момент своей смерти считавшийся старейшим верифицированным человеком в истории Испании. (Последующие исследования по созданию международной базы данных о продолжительности жизни выявили в Испании двух ранее неизвестных женщин, проживших более долгую жизнь). Риудаветс стал старейшим верифицированным человеком в Европе после смерти итальянской долгожительницы Марии Терезы Лигорио в мае 2003 года и старейшим живущим верифицированным мужчиной в мире после смерти японского долгожителя Юкити Тюгандзи в сентябре 2003 года.
Жоан Риудаветс является старейшим верифицированным мужчиной, когда-либо жившим в Европе, и одним из семи полностью верифицированных мужчин в истории, которые прожили более 114 лет.

## Биография
Жоан Риудаветс родился на острове Менорка, Испания. Его мать, Каталина Моль Меркадес, умерла в возрасте 25 лет в конце декабря 1889 года. Примерно тогда же родилась его жена, на которой он женится спустя 28 лет в 1917 году. Их брак продлится до самой её смерти в 1979 году. Риудаветс всю жизнь работал сапожником, в 1954 году вышел на пенсию, после чего стал советником в родной деревне Эс-Миджорн-Гран. Риудаветс всю жизнь был на средиземноморской диете, которая включает в себя: оливковое масло, помидоры, рыба и хлеб. Риудаветс до своей смерти был очень активным, в прекрасной физической форме, в состоянии ходить без посторонней помощи и даже ездить на велосипеде. Его увлечением были: игра на гитаре, пение и игра в футбол.
Он умер в возрасте 114 лет после простуды в течение нескольких дней (но не будучи тяжело больным) у себя на родине, на острове Менорка, Испания. Он был последним верифицированным мужчиной, родившимся в 1880-е годы, и третьим верифицированным мужчиной, дожившим до 114 лет. Сейчас он является седьмым старейшим верифицированным мужчиной, жившим когда-либо на Земле.
Жоана пережили два младших брата: Пере, который умер в 2006 году в возрасте 105 лет, и Жузеп, умерший в 2009 году в возрасте 102 года.